# مایپرل (تگزاس)
مایپرل، تگزاس (به انگلیسی: Maypearl, Texas) یک شهر در ایالات متحده آمریکا با جمعیت ۹۳۴ نفر است که در تگزاس واقع شده‌است.

## موقعیت جغرافیایی
موقعیت جغرافیایی شهرها و مناطق اطراف به شرح زیر است: